# Dactylopisthes mirificus
Dactylopisthes mirificus là một loài nhện trong họ Linyphiidae.
Loài này thuộc chi Dactylopisthes. Dactylopisthes mirificus được Georgescu miêu tả năm 1976.